# Оравски Бєли Поток
Оравски Бєли Поток (словац. Oravský Biely Potok) — село, громада округу Тврдошін, Жилінський край. Кадастрова площа громади — 18.45 км².
Населення 722 осіб (станом на 31 грудня 2018 року).

## Історія
Оравски Бєли Поток згадується 1395 року.

## Географія
Протікає Мрзкий потік.

## Населення
| Рік:            | 1994. | 2004.   | 2014.    | 2024.   |
| --------------- | ----- | ------- | -------- | ------- |
| Кількість осіб: | 563   | 618     | 715      | 760     |
| Різниця:        |       | +9,76 % | +15,69 % | +6,29 % |

| Рік:            | 2023. | 2024.   |
| --------------- | ----- | ------- |
| Кількість осіб: | 748   | 760     |
| Різниця:        |       | +1,60 % |